# Irszajevo
Irszajevo (orosz betűkkel: Ирсаево, baskír nyelven: Ирсай) falu Oroszországban, a Baskír Köztársaságban, a Miskinói járásban.

## Népesség
- 2002-ben 523 lakosa volt, melynek 98%-a mari.
- 2010-ben 531 lakosa volt.